# YWCA

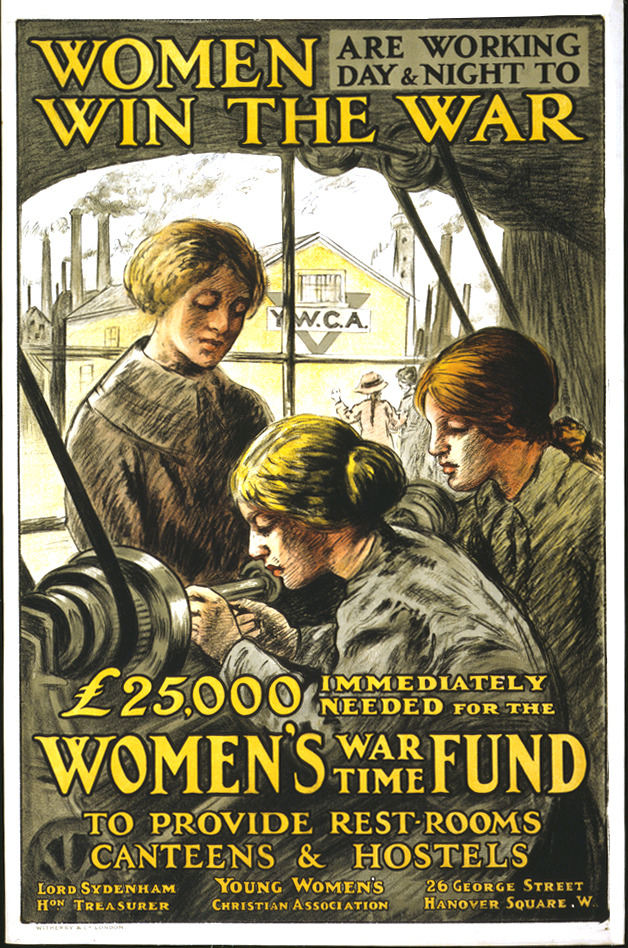
Ten plakat z 1915 roku, w tle pokazuje YWCA, gdzie kobiety pracujące podczas I wojny światowej mogły znaleźć nocleg

Young Women’s Christian Association (z ang. Chrześcijańskie Stowarzyszenie Młodych Kobiet, nazwa skrócona: YWCA) – światowa organizacja kobieca założona w 1855 roku w Wielkiej Brytanii, zrzeszająca kobiety na całym świecie w duchu samopomocy i samoorganizacji kobiet w celu promocji ich zaangażowania społecznego, wzmacniania ich działalności przedsiębiorczej, promocji zdrowia i edukacji. Męski odpowiednik to YMCA.
Jest to najstarsza i największa światowa organizacja kobieca. Grupuje 25 mln kobiet i dziewcząt w 125 krajach, zorganizowanych w 100 afiliowanych, autonomicznych organizacjach YWCA. Światowy ruch YWCA składa się z 125 narodowych Stowarzyszeń YWCA, oraz tzw. Światowej YWCA – World YWCA z biurem w Genewie.

## Działalność
YWCA jest organizacją ekumeniczną, działającą na rzecz kobiet poprzez: promocję ich zaangażowania społecznego i gospodarczego, promocję praw kobiet, działalność na rzecz ochrony zdrowia, zapobiegania i przeciwdziałania zakażeniom HIV, działania na rzecz promocji zrównoważonego rozwoju gospodarczego, promocję równouprawnienia kobiet i mężczyzn, organizowanie samopomocy kobiet w mniejszych miejscowościach na terenie krajów.
Organizacja włączyła się w działalność Globalnego Forum Chrześcijańskiego.

### Polska YWCA
Polska YWCA powstała dzięki zaangażowaniu środowisk Polonii Amerykańskiej, które od 1918 roku finansowały sanitarno-społeczne szkolenie ponad 200 młodych ochotniczek, tzw. Szarych Samarytanek, z których 30 przyjechało do pracy w niepodległej Polsce. Kształceniu, a następnie działalności Błękitnych Klubów patronowały Laura Turczynowicz i premierowa Helena Paderewska. Polska YWCA zarejestrowana została pod nazwą Chrześcijańskie Stowarzyszenie Młodych Kobiet 18 września 1922 roku.
W latach 90. XX w. miało miejsce wznowienie działalności Polskiej YWCA po okresie zawieszenia działalności ze względów ideologicznych w okresie PRL.
Obecnie Polska YWCA posiada 6 kół terenowych: Białystok, Czeremcha, Hajnówka, Wrocław, Gliwice i Warszawa.